# Radimovice u Tábora
Radimovice u Tábora é uma comuna checa localizada na região da Boêmia do Sul, distrito de Tábor.